# Volcinețul Nou, Adâncata
Volcinețul Nou (în ucraineană Новий Вовчинець, transliterat: Novîi Vovciîneț, în rusă Новый Волчинец, transliterat: Novîi Volcineț și în germană Neu Wolczynetz) este un sat în raionul Adâncata din regiunea Cernăuți (Ucraina), depinzând administrativ de comuna Cerepcăuți. Are 330 locuitori, preponderent ucraineni (ruteni).
Satul este situat la o altitudine de 316 metri, în partea de centru-sud a raionului Adâncata, în apropiere de frontiera Ucrainei cu România. Aici se află punctul de trecere simplificată cu specific rutier Volcinețul Nou - Vășcăuți.

## Istorie
Localitatea Volcinețul Nou a fost înființată după anexarea Bucovinei de Nord în anul 1944 și a fost integrată în componența RSS Ucrainene. 

După anexarea Bucovinei de către Imperiul Habsburgic în anul 1775, localitatea Volcinețul Nou a făcut parte din Ducatul Bucovinei, guvernat de către austrieci, făcând parte din districtul Siret (în germană Sereth).  
După Unirea Bucovinei cu România la 28 noiembrie 1918, satul Volcinețul Nou a făcut parte din componența României, în Plasa Siretului a județului Rădăuți. Pe atunci, majoritatea populației era formată din ucraineni, existând și o comunitate de români. 
Ca urmare a Pactului Ribbentrop-Molotov (1939), Bucovina de Nord a fost anexată de către URSS la 28 iunie 1940, reintrând în componența României în perioada 1941-1944. Apoi, Bucovina de Nord a fost reocupată de către URSS în anul 1944 și integrată în componența RSS Ucrainene. 
Începând din anul 1991, satul Volcinețul Nou face parte din raionul Adâncata al regiunii Cernăuți din cadrul Ucrainei independente. Conform recensământului din 1989, numărul locuitorilor care s-au declarat români plus moldoveni era de 20 (16+4), reprezentând 6,90% din populație . În prezent, satul are 330 locuitori, preponderent ucraineni.

## Demografie
Componența lingvistică a localității Volcinețul Nou
     Ucraineană (97,88%)
     Alte limbi (2,13%)
Conform recensământului din 2001, majoritatea populației localității Volcinețul Nou era vorbitoare de ucraineană (97,88%), existând în minoritate și vorbitori de alte limbi.
1989: 290 (recensământ)
2007: 330 (estimare)